# Panzerotti

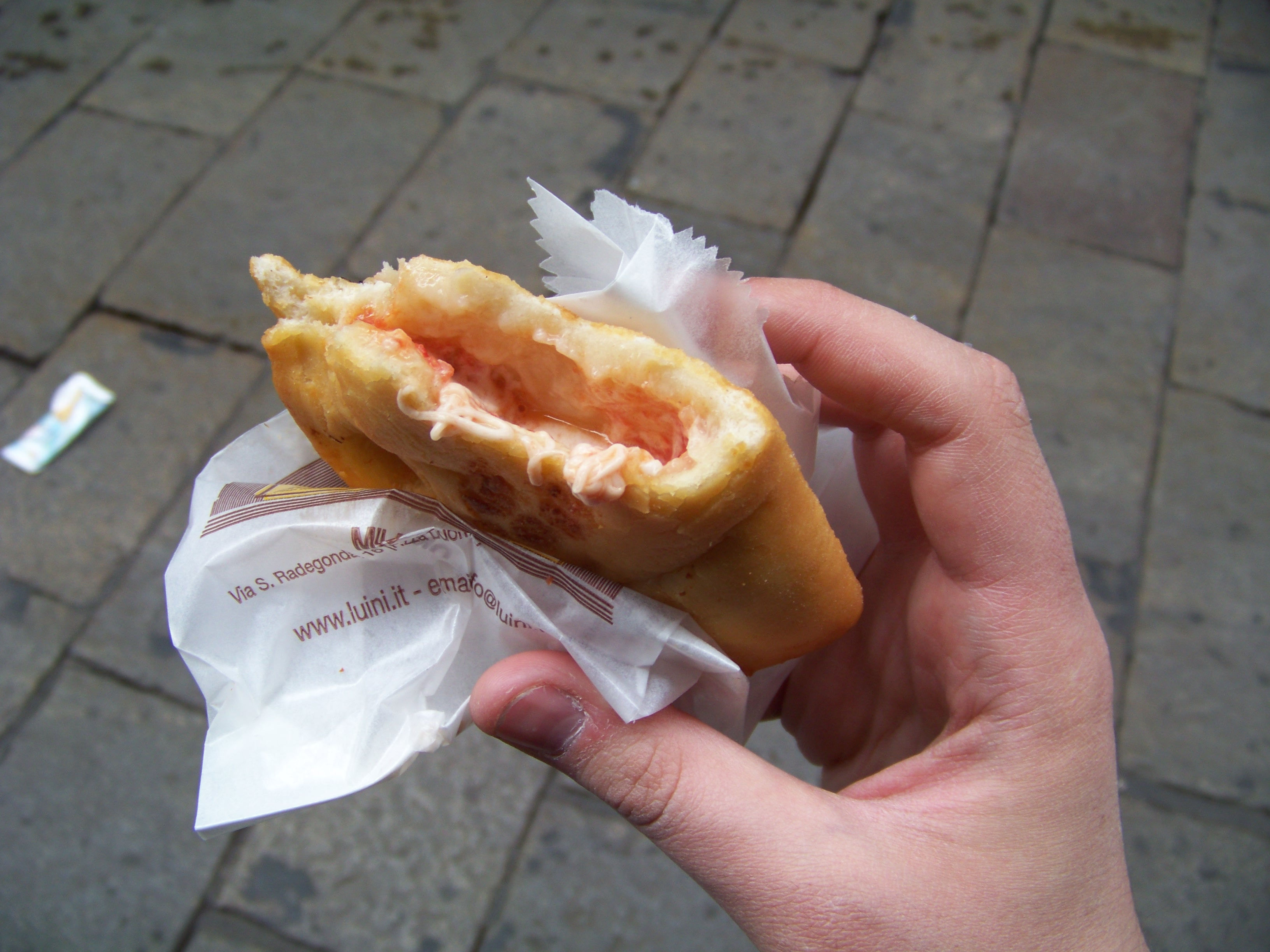
Um panzerotto servido em Milão.

O panzerotto (pronúncia italiana: [pantseˈrɔtto]) (ouvirⓘ), também conhecido como panzarotto (pronúncia italiana: [pantsaˈrɔtto]) plural panzerotti, é um tipo de massa salgada que lembra um calzone pequeno, tanto no formato quanto no tipo de massa usada para seu preparo. A palavra usualmente se aplica à massa frita em vez daquela assada no forno (isto é, o calzone), embora calzoni e panzerotti sejam frequentemente confundidos um com o outro.
O panzerotto origina-se na culinária do Centro e do Sul da Itália , mas tornou-se muito popular nos Estados Unidos e no Canadá, onde é muitas vezes chamado de panzerotti (ouvirⓘ) ou panzarotti como um substantivo no singular (plural panzerotties/panzarotties ou panzarottis/panzarottis).

## Etimologia
O substantivo panzerotto vem do diminutivo de panza, uma variação regional do italiano pancia ("barriga, pança"), referindo-se ao distintivo inchaço da receita, que remete a uma barriga inchada em sentido figurado.
Embora sejam etimologicamente relacionados, a palavra pansoti (pronúncia italiana: [panˈsɔti]) refere-se a uma receita totalmente diferente do panzerotti, caracterizada por ser uma espécie de ravioli que é típica de Gênova.

## Itália

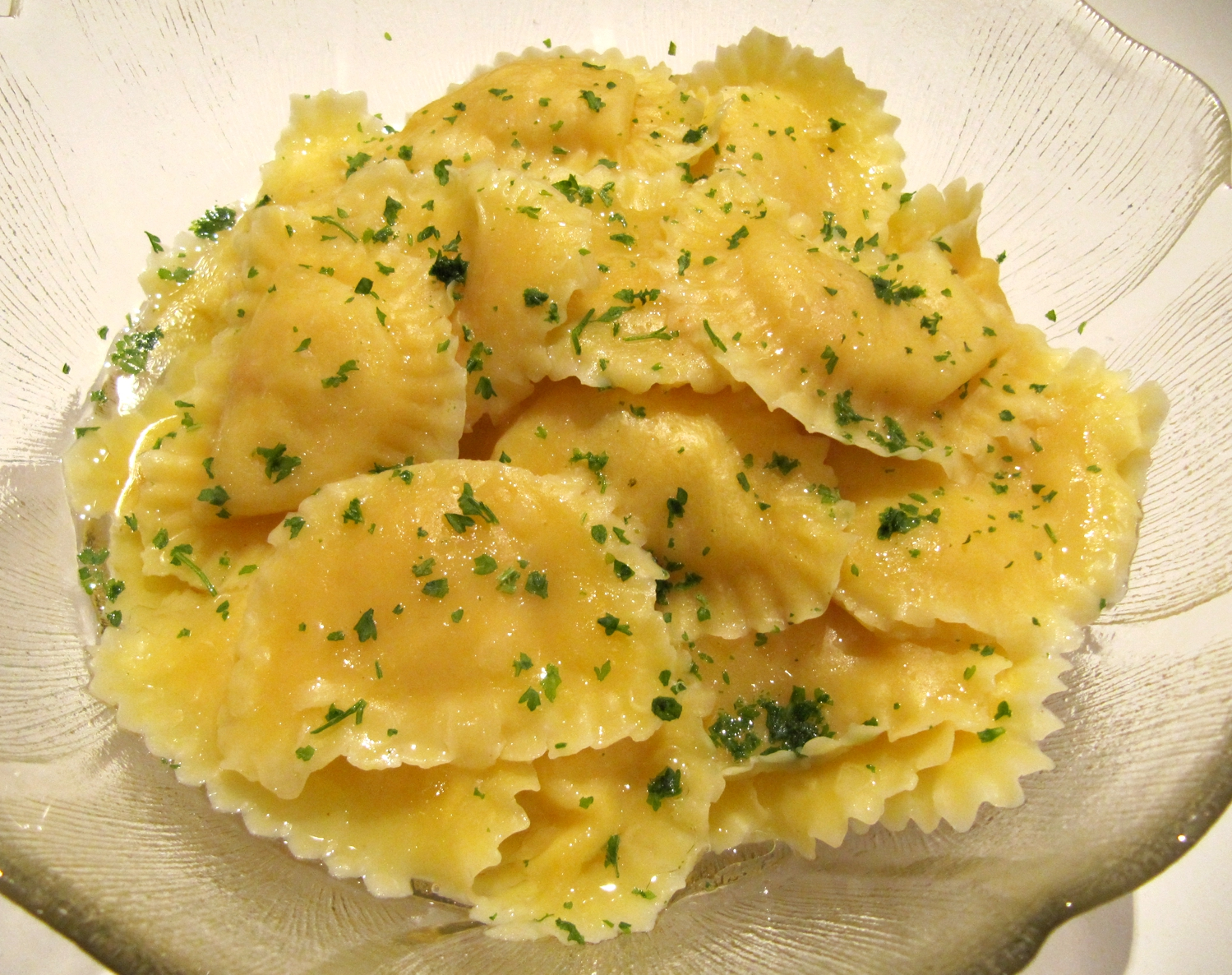
Panzerotti cozidos

Os panzerotti originaram-se no Centro e no Sul da Itália, especialmente na culinária da Apúlia. Eles basicamente são pequenas versões dos calzoni  mas sendo usualmente fritos em vez de assados, a razão pela qual também são conhecidos como calzoni fritti ("calzones fritos") ou pizze fritte ("pizzas fritas") na Itália, mais tipicamente na Campânia. Em partes da Apúlia, tais como Molfetta e Mola di Bari, panzerotti também são chamados de frittelle ou frittelli, enquanto em Brindisi são conhecidos como fritte (uma variação local de  frittelle). Também pode-se encontrar os panzerotti cozidos, similares ao ravioli.
Os recheios mais comuns para esta receita são de tomate e mussarela, mas espinafre, cogumelos, "milho bebê" e presunto são frequentemente usados. Outro recheio de cebola mexidas e fritas no azeite e temperadas com anchovas salgadas e alcaparras, um tempero que, misturado com pão, também é usado para rechear pimentões na Apúlia.
Uma receita diferente para panzerotti é a de panzerotti di patate ("panzerottis de batata"), uma especialidade de Salento, que consiste de croquetes de purê de batata, em vez de panzerotti como normalmente se pretende associar.

## América do Norte
Os panzerotti também são consumidos na América do Norte, onde foram trazidos pelos imigrantes do Sul da Itália na época da diáspora italiana.